# Rudawiec nilowy
Rudawiec nilowy, rudawka nilowa (Rousettus aegyptiacus) – gatunek ssaka z podrodziny Rousettinae w obrębie rodziny rudawkowatych (Pteropodidae).

## Taksonomia
Gatunek po raz pierwszy zgodnie z zasadami nazewnictwa binominalnego opisał w 1810 roku francuski przyrodnik Étienne Geoffroy Saint-Hilaire nadając mu nazwę Pteropus agyptiacus. Holotyp pochodził z obszaru Piramidy Cheopsa w Gizie, w Egipcie.
Autorzy Illustrated Checklist of the Mammals of the World rozpoznają sześć podgatunków. Podstawowe dane taksonomiczne podgatunków (oprócz nominatywnego) przedstawia poniższa tabelka:
| Podgatunek     | Oryginalna nazwa               | Autor i rok opisu          | Miejsce typowe |
| -------------- | ------------------------------ | -------------------------- | --- |
| R. a. arabicus | Rousettus arabicus             | J. Anderson & Winton, 1902 | Lahidż, w pobliżu Adenu, Jemen. |
| R. a. leachii  | Pteropus Leachii               | A. Smith, 1829             | Gardens, Kapsztad, Kraj Przylądkowy, Południowa Afryka. |
| R. a. princeps | Rousettus aegyptiacus princeps | Juste & Ibáñez, 1993       | Roça Bela Vista, nad rzeką Papagaio, 2 km na południe od miasta Santo António (1°37′N 7°24′E/1,616667 7,400000), Wyspa Książęca, Wyspy Świętego Tomasza i Książęca. |
| R. a. tomensis | Rousettus aegyptiacus tomensis | Juste & Ibáñez, 1993       | Santa Catarina (0°16′N 6°29′E/0,266667 6,483333), Wyspa Świętego Tomasza, Wyspy Świętego Tomasza i Książęca.                                                        |
| R. a. unicolor | Eleutherura unicolor           | J.E. Gray, 1870            | Gabon. |

### Etymologia
- Rousettus: fr. nazwa roussette dla rudawki, od rousset „czerwonawy”[25].
- aegyptiacus: łac. Aegyptiacus „egipski”, od gr. Αιγυπτιακος Aiguptiakos „z Egiptu”, od Αιγυπτος Aiguptos „Egipt”[26].
- arabicus: łac. Arabicus „arabski”, od Arabia „Arabia”, od gr. Aραβια Arabia „Arabia”, od Aραψ Araps „Arab”, Aραβες Arabes „Arabowie”[27].
- leachii: dr William Elford Leach (1790–1836), angielski zoolog, biolog morski[28].
- princeps: Wyspa Książęca (port. Ilha do Príncipe), Zatoka Gwinejska[13].
- tomensis: Wyspa Świętego Tomasza (port. Ilha de São Tomé), Zatoka Gwinejska[14].
- unicolor: łac. unicolor, unicoloris „zwykły, jednolity, jednego koloru”, od uni- „jedno-”, od unus „jeden”; color, coloris „kolor”[29].

## Zasięg występowania
Rudawiec nilowy występuje w Afryce i na Bliskim Wschodzie zamieszkując w zależności od podgatunku:
- R. aegyptiacus aegyptiacus – Bliski Wschód w południowej Turcji, Cyprze, zachodniej Syrii, Libanie, Izraelu, zachodniej Jordanii i Egipcie (północne wybrzeże i Dolina Nilu).
- R. aegyptiacus arabicus – Półwysep Arabski, południowy Iran i południowo-zachodni Pakistan.
- R. aegyptiacus leachii – wschodnia i południowa Afryka, od Etiopii na południe do Południowej Afryki.
- R. aegyptiacus princeps – Wyspa Książęca.
- R. aegyptiacus tomensis – Wyspa Świętego Tomasza.
- R. aegyptiacus unicolor – zachodnia Afryka, od Senegalu do środkowo-zachodniej Angoli i na wyspie Bioko.

Introdukowany w 2000 roku na Wyspach Kanaryjskich (Teneryfa), ale prawdopodobnie został skutecznie wytępiony i już tam nie występuje.

## Morfologia
Długość ciała (bez ogona) 138–192 mm, długość ogona 6,6–25 mm, długość ucha 18–27 mm, długość tylnej stopy 17–38 mm, długość przedramienia 82–106 mm; rozpiętość skrzydeł około 60 cm; masa ciała 81–171 g. Futerko rudawki nilowej jest lśniące. Ma barwę szarobrunatną, skrzydła są ciemnobrązowe.

## Tryb życia
Jak większość rudawek, żywi się głównie owocami. Jest to jedyny rodzaj rodziny rudawkowatych, posługujący się echolokacją. W przeciwieństwie jednak do innych echolokujących nietoperzy, sygnały używane do orientacji wytwarza nie krtanią, ale poprzez mlaskanie językiem. Związane jest to z zasiedlaniem przez rudawkę nilową m.in. jaskiń, gdy tymczasem wiele innych gatunków rudawkowatych tworzy odsłonięte kolonie, wiszące na wysokich drzewach. Łatwo się oswaja i dobrze znosi hodowlę w ogrodach zoologicznych. Na schronienia wybiera głównie drzewa i jaskinie.